# Liste der Fluggesellschaften in Tonga

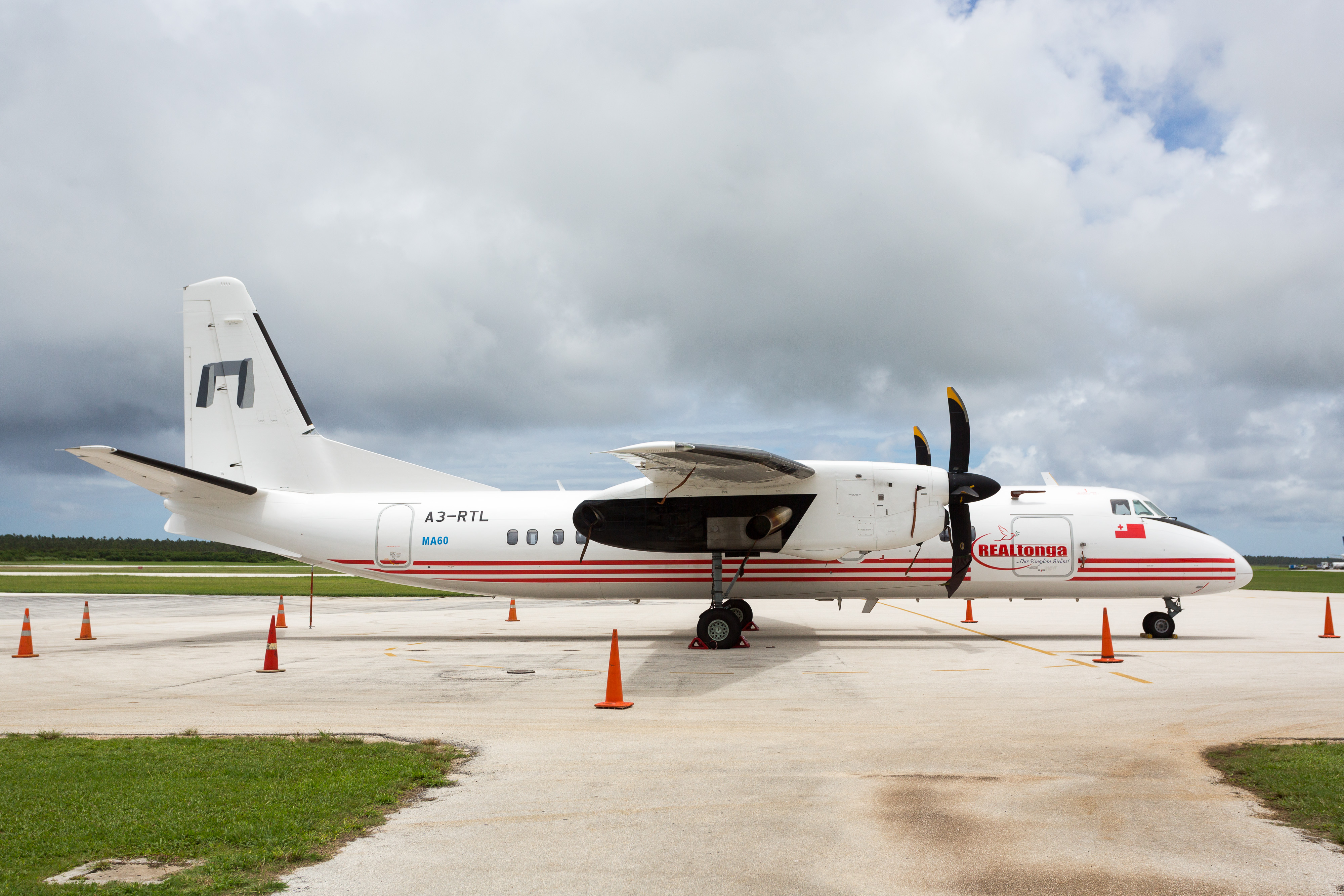
Real Tonga Airlines

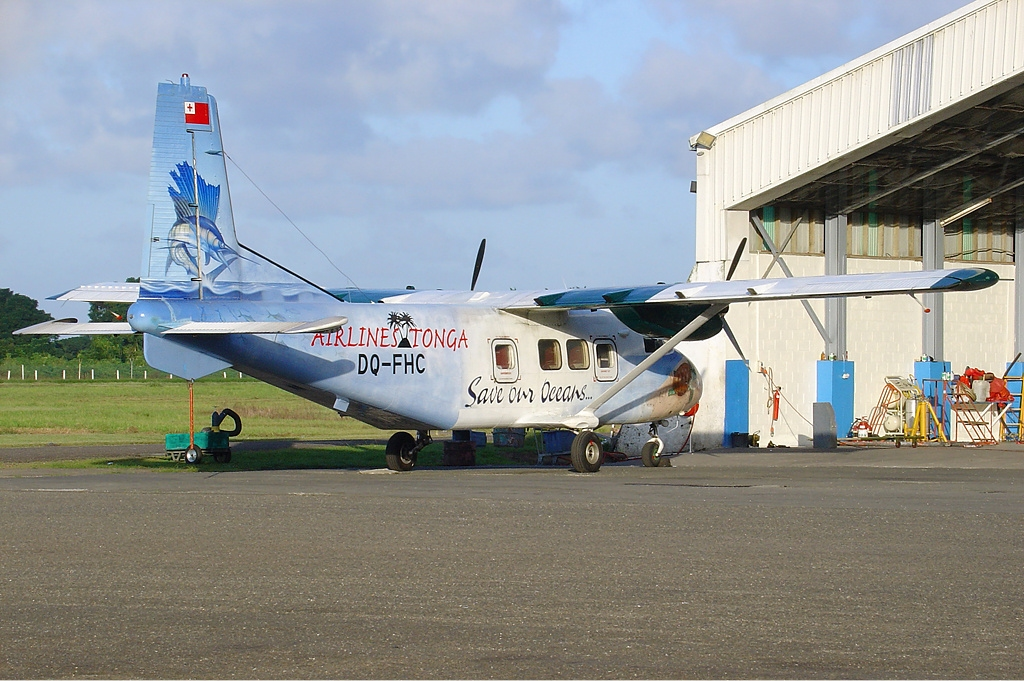
Airlines Tonga

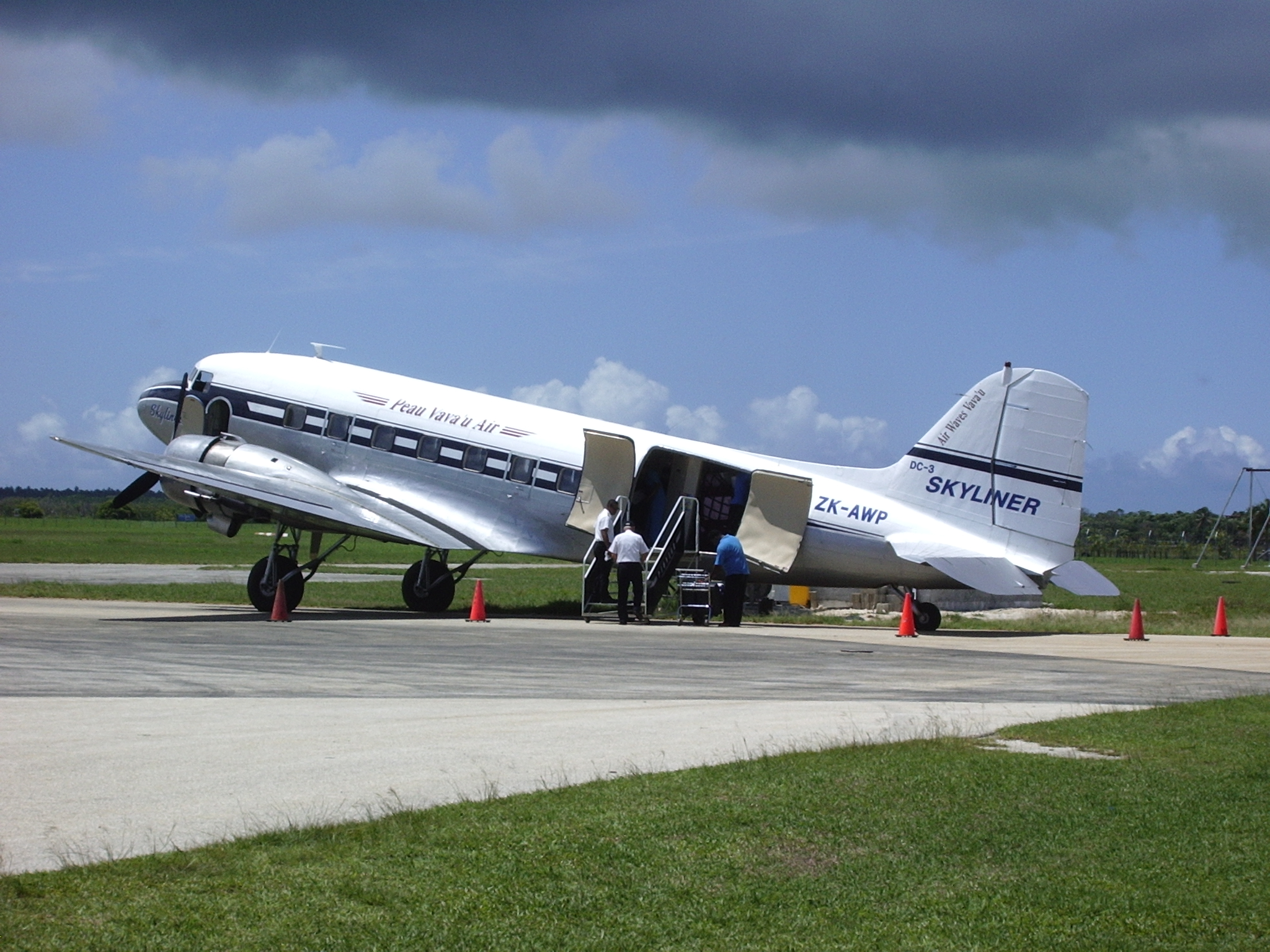
Peau Vavau

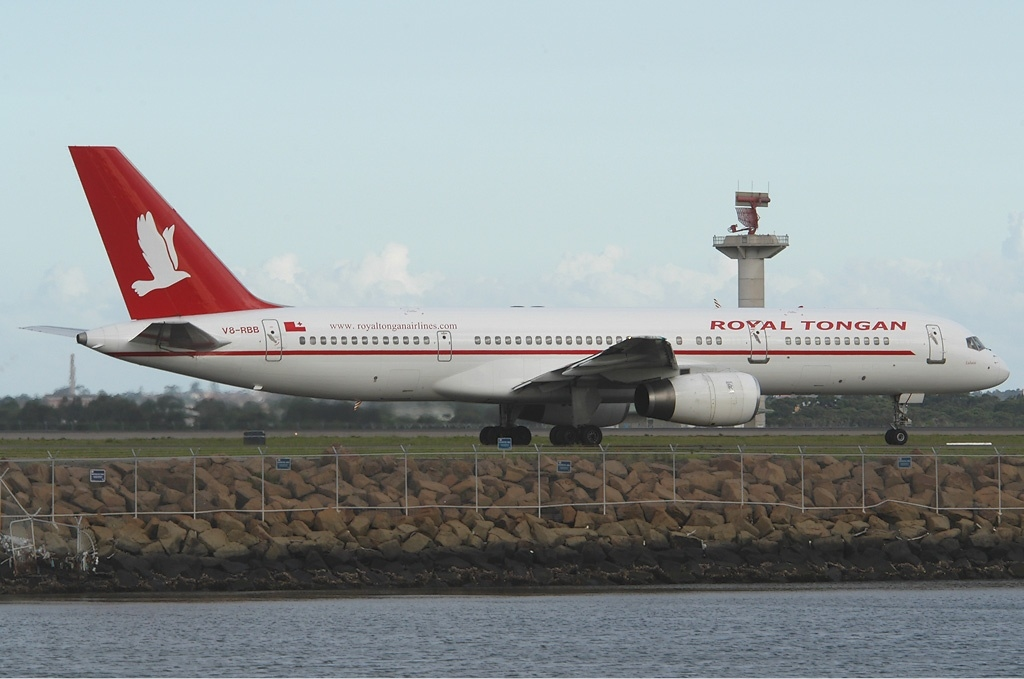
Royal Tongan Airlines

Dies ist eine Liste der Fluggesellschaften in Tonga, die bei der IATA oder ICAO registriert sind bzw. es waren.

## Aktuelle Fluggesellschaften
- Lulutai Airlines (seit 2020)

## Ehemalige Fluggesellschaften
- Airlines Tonga (2005–2009)
- Chathams Pacific (Tonga) (2008–2013)
- Fly Niu Airlines (2004–2019)
- Peau Vavau (2004–2009)
- Real Tonga Airlines (2013–2020)
- Royal Tongan Airlines (1984–2004)
- Royal Tonga Airlines (2015)
- Tonga Air Service
- Tonga Airways (2015)
- Tonga Internal Air Service